# Pizzo Centrale
Pizzo Centrale – szczyt w Alpach Lepontyńskich, części Alp Zachodnich. Leży w Szwajcarii na granicy kantonów Ticino i Uri. Należy do podgrupy Alpy Monte Leone – Świętego Gotarda. Można go zdobyć ze schroniska Wildenmattenhütte (2286 m) lub Vermigelhütte (2042 m).